# ممدوح صيدم
ممدوح صبري صيدم (أبو صبري؛ وُلد في عام 1940 في عاقر – تُوفي في 24 يوليو 1971 في بيروت) سياسي وعسكري فلسطيني وأحد أعضاء حركة فتح ومؤسسيها وعضو لجنتها المركزية الأولى والثانية. كان قائدًا لقوات فتح في الأردن خلال أيلول الأسود.

## النشأة والتحصيل العلمي
وُلد صيدم في قرية عاقر في قضاء الرملة عام 1940 إبان فترة الانتداب البريطاني على فلسطين. بعد حرب النكبة عام 1948 اضطرت عائلته إلى اللجوء حيث وصلت إلى قطاع غزة واستقرت في مخيم النصيرات.
تلقى تعليمه الأساسي والإعدادي في عاقر ومدارس وكالة الغوث في مخيم النصيرات، والثانوي في مدرسة خالد بن الوليد في دير البلح وحصل على درجة الثانوية العامة عام 1959.
حصل على درجة البكالوريوس في الجغرافيا من كلية الآداب في جامعة الإسكندرية عام 1963، وكان خلال دراسته رئيسًا لفرع اتحاد الطلبة الفلسطينيين في الجامعة.

## حياته العملية
اعتقله الجيش الإسرائيلي بعدما شارك في مظاهرات رافضة للاحتلال الإسرائيلي لقطاع غزة عام 1956.
خلال عام 1963، انضم صيدم إلى حركة فتح بواسطة خليل الوزير، وعُين في مكتب فلسطين في الجزائر مسؤولًا عن البعثة الثقافية الفلسطينية لعمله مدرسًا في مدينة البليدة في الجزائر. حصل على تدريب عسكري في الأكاديمية العسكرية لمختلف الأسلحة في مدينة شرشال في الجزائر، ثم أصبح مشرفًا على تخريج الضباط الفلسطينيين منها، ولاحقًا ابتعثته حركة فتح لاستكمال دراسته العسكرية في كلية نانكين الحربية في الصين.
في عام 1966، قُتل الضابط الفلسطيني في الجيش السوري يوسف عرابي، وعلى إثرها اعتقلت السُلطات السورية قادة حركة فتح بما فيهم صيدم وياسر عرفات ومختار بعباع، حيث أمضوا في السجون السورية ما يُقارب 3 أشهر.
خلال حرب 1967، كُلف صيدم بقيادة منطقة جنين، وأقام قاعدة ارتكاز للثوار في جبال نابلس وشارك في معركة بيت فوريك في 7 ديسمبر 1967. وفي عام 1968، شارك في معركة الكرامة، واختير خلال المؤتمر الثاني لحركة فتح والذي عُقد في الزبداني في سوريا عضوًا في اللجنة المركزية لحركة فتح.
خلال أحداث أيلول الأسود، قاد قوات حركة فتح في الأردن عام 1970، وكان مسؤولًا عن قوات فصائل منظمة التحرير الفلسطينية في جرش وعجلون.

## وفاته
تُوفي صيدم في 24 يوليو 1971 في مدينة بيروت جراء إصابته بمرض السرطان، ودُفن في مقبرة الشهداء في مخيم اليرموك بالعاصمة السورية دمشق.
أطلقت بلدية رام الله اسمه على أحد شوارعها تكريمًا له. وتحمل مدرسة ثانوية للبنات اسمه في النصيرات.

## حياته الشخصية
تزوج من جميلة صيدم المولودة في عاقر عام 1947، والتي صارت لاحقًا عضوًا في المجلس الثوري لحركة فتح بين عامي 1989 و2009، وعضوًا في المجلس التشريعي الفلسطيني الأول عن محافظة دير البلح بين عامي 1996 و2006. أنجبا صبري صيدم والذي كان وزيرًا للاتصالات وتكنولوجيا المعلومات في حكومة أحمد قريع الثالثة بين عامي 2005 و2006، ووزيرًا للتربية والتعليم العالي في حكومة رامي الحمد الله الثالثة بين عامي 2015 و2019.